# Procinetus kokujevi
Procinetus kokujevi är en stekelart som beskrevs av Dmitriy R. Kasparyan 1985. Procinetus kokujevi ingår i släktet Procinetus och familjen brokparasitsteklar. Inga underarter finns listade i Catalogue of Life.